# Zoé Valdés
Pour les articles homonymes, voir Valdés.
Œuvres principales
Le Néant quotidien
Compléments
Dissidente cubaine
Zoé Valdés, née le 2 mai 1959 à La Havane à Cuba, est une romancière, poétesse et scénariste cubaine exilée en France. Elle possède les nationalités espagnole et française.

## Biographie
Zoé Valdés, née en 1959, a grandi dans un quartier populaire de La Havane. Elle a fait ses études à l’Institut supérieur de pédagogie « Enrique José Varona » jusqu’en 4e année. Elle a suivi les cours de la faculté de philologie de l’université de La Havane jusqu’en 2e année. Elle a étudié à l’Alliance française de Paris. Elle a travaillé de 1984 à 1988 à la délégation de Cuba à l’UNESCO à Paris et aux services culturels de la mission de Cuba à Paris. Elle a été, de 1990 à 1995, sous-directrice de la revue Cine Cubano et scénariste à l’Institut cubain des arts et de l’industrie cinématographiques (ICAIC).
Après la publication de son ouvrage Le Néant quotidien, mal perçu par le régime cubain, elle s’exile le 22 janvier 1995 à Paris, où elle réside depuis. Elle est docteur honoris causa de l’université de Valenciennes. Elle écrit pour Ecodiario de El Economista, Libertad Digital et El Español en Espagne, El Universal de Caracas, Le Monde et Libération, en France.

### Engagement politique
Sa personnalité de dissidente farouche au régime cubain suscite des polémiques.
Elle a soutenu en 2003 l'invasion de l'Irak par les États-Unis. Elle a également estimé que la torture n'était pas pratiquée au camp de Guantánamo.
Elle manifeste sur les réseaux sociaux son soutien au parti d’extrême-droite espagnol Vox. En 2023, elle est même candidate au Sénat espagnol pour Vox . Elle soutient aussi Matteo Salvini, le chef de la Ligue du Nord, et le président américain Donald Trump.
Elle est signataire en 2020 de l'appel lancé par Santiago Abascal, le dirigeant de Vox, visant à combattre le communisme dans le monde. L'appel s’entend également comme un premier pas vers la création d'une internationale de la droite radicale afin de mener une « bataille culturelle contre la gauche ».
Elle fut candidate au Sénat espagnol pour le parti d'extrême droite Vox en juillet 2023. Elle déclarait pourtant au journal Le Monde: « Je suis antifasciste et anticommuniste. Je ne suis pas d’extrême droite. Mon œuvre parle pour moi ».
Elle a parfois été critiquée pour son langage jugé vulgaire et agressif sur les réseaux sociaux. Elle a qualifié l'écrivain Gabriel García Márquez de « fils de pute » et la militante des droits de l'homme Rigoberta Menchú de « porc » pour avoir signé une tribune s'opposant à l'éventualité d'une agression militaire américaine contre Cuba. En réponse à l'écrivaine Lucía Etxebarria, qui avait critiqué le parti Vox, elle lui a dit : « Va te laver la chatte, elle pue le sperme ». Elle a également attaqué le maire démocrate de New York, Bill de Blasio, en lequel elle voit un « morceau de merde communiste sèche » et un « étron rouge », et questionné les facultés intellectuelles et les motivations de la militante écologiste Greta Thunberg.

## Œuvres

### Fiction
- Sangre azul (roman), La Havane, Letras Cubanas, 1993
  - Sang bleu, trad. Michel Bibard, Arles, Actes Sud, 1993
- La hija del embajador (roman), Ediciones Bitzoc, 1995
  - La Sous-développée, trad. Alexandra Carrasco, Arles, Actes Sud, 1996 (Illustration couverture Moises Finalé)
- La nada cotidiana (roman), Barcelone, Emecé, 1995
  - Le Néant quotidien, trad. Carmen Val Juliàn, Arles, Actes Sud, 1995
- Cólera de ángeles (roman), Ediciones Textuel, 1996
- Te di la vida entera (roman), Barcelone, Planeta, 1996 — finaliste du prix Planeta 1996.
  - La Douleur du dollar, trad. Liliane Hasson, Actes Sud, 1997
- Café Nostalgia (roman), Barcelone, Planeta, 1997
  - Café Nostalgia, trad. Liliane Hasson, Actes Sud, 1999
- Traficantes de belleza (contes), Barcelone, Planeta, 1998 (illustration couverture Moises Finalé)
  - Trafiquants de beauté, trad. Carmen Val Julián, Arles, Actes Sud, 2001
  - Un trafiquant d'ivoire, Quelques pastèques et autres nouvelles (extraits), Paris, Librio, 2004
- Querido primer novio (roman), Barcelone, Planeta, 1999
  - Cher premier amour, trad. Liliane Hasson, Arles, Actes Sud, 2000
- El Pie de mi padre (roman), Barcelone, Planeta, 2000
  - Le Pied de mon père, trad. Carmen Val Julián, Gallimard, coll. « Haute enfance », 2000
- Sol barato (nouvelle), éditeur et année inconnus
  - Soleil en solde, trad. Carmen Val Julián, Paris, Mille et une nuits, 2000
- Ilam perdido (nouvelle), éditeur et année inconnus
  - Ilam perdu, trad. Carmen Val Julián, Paris, Mercure de France, « Le Petit mercure », 2001
- Milagro en Miami (roman), Barcelone, Planeta, 2001
  - Miracle à Miami, trad. Albert Bensoussan, Gallimard, coll. « Du monde entier », 2002
- Lobas de mar (roman), Barcelone, Planeta, 2003
  - Louves de mer, trad. Albert Bensoussan, Gallimard, coll. « Du monde entier », 2005
- La eternidad del instante (roman), Barcelone, Plaza & Janés, 2004
  - L'Éternité de l'instant, trad. Albert Bensoussan, Gallimard, coll. « Du monde entier », 2005
- Los misterios de La Habana (contes), Barcelone, Planeta, 2004
  - Les Mystères de la Havane, trad. Julie Amiot et Carmen Val Julián, Calmann-Lévy, 2002
- Bailar con la vida (roman), Barcelone, Planeta, 2006
  - Danse avec la vie, trad. Albert Bensoussan, Gallimard, coll. « Du monde entier », 2009
- La cazadora de astros (roman), Barcelone, Plaza & Janés, 2007
- L'Ange bleu, trad. Albert Bensoussan, roman, Éditions Hermann, 2012
- Le Roman de Yocandra, Éditions Jean-Claude Lattès, 2012
- La Nuit à rebours, trad. Albert Bensoussan, roman, Éditions Arthaud, 2013
- La Chasseuse d'astres, trad. Albert Bensoussan, Éditions Jean-Claude Lattès, 2014
- La femme qui pleure, trad. Albert Bensoussan, Éditions Arthaud, 2015
- La Habana, mon amour. Editorial Stella Maris, 2015.
- The Weeping Woman. Edit. Skyhorse Publishing, 2016.
- La noche al revés. Dos historias Cubanas. Stella Maris, 2016.
- Et la terre de leur corps. RMN, 2017.
- La salvaje inocencia o la inocente pornógrafa. Editorial Verbum, Espagne, 2018.
- Désirée Fe. Arthaud, France, 2018.

### Poésie
- Respuestas para vivir, La Havane, Letras Cubanas, 1986
- Todo para una sombra, Barcelone, José Batlló, 1986
- Vagón para fumadores, Barcelone, Lumen, 1996
  - Compartiment fumeurs, trad. Claude Bleton, Arles, Actes Sud, 1999
- Los Poemas de la Habana, Paris, Antoine Soriano, 1997 
  - Les Poèmes de la Havane, trad. Claude Bleton, illustrations de Jorge Camacho, Paris, Antoine Soriano, 1997
- Cuerdas para el lince, Barcelone, Lumen, 1999
- Une habanera à Paris (anthologie), trad. Claude Bleton, Gallimard, coll. « Du monde entier », 2005
- Anatomía de la mirada Editorial Difácil, España, 2009.
- La gana sagrada. Ediciones Arroyo de la Manía. Málaga, España, 2018.

### Livres pour la jeunesse
- Los Aretes de la luna, León, Everest, 1999
  - Au clair de Luna, trad. Carmen Val Julián, illustrations de Claudia Bielinsky, Tournai/Paris, Casterman, coll. « Romans », 1999
    - Luna en el  cafetal, Everest, 2003
    - Luna dans la plantation de café. Gallimard. 2003

### Essais
- Moises Finalé: le rituel infini, trad. Michel Bibard, Paris, Cercle d'art, 2000
- La ficción Fidel, Barcelone, Planeta, 2008
  - La fiction Fidel, trad. Albert Bensoussan, Gallimard, coll. « Hors série Littérature », 2009
- El ángel azul. La película de mi vida, Gedisa, España, 2008 ;  trad. Albert Bensoussan, Éditions Hermann, Francia, 2012
- Giulietta Masina, la muse de Fellini, en coll. avec Jean-Max Méjean et Dominique Delouche, Éditions La Tour Verte, 2013
- Unzueta. 1962-2012. 2016

### Filmographie
- Scénariste de Vidas Paralelas de Pastor Vega (1991)
- Réalisatrice et scénariste de Caresses d'Oshun, court métrage, série L'Érotisme vu par..., Canal+, 2001
- Productrice des vidéo-arts sur la peinture cubaine en exil : Un peintre, un tableau, réalisés par Ricardo Vega

## Distinctions
- 1982 Primer Premio de Poesía Roque Dalton y Jaime Suárez Quemain avec Respuestas para vivir
- 1986 Accéssit Carlos Ortiz de Poesía por su poemario Todo para una sombra, Barcelona, España
- 1990 Primer Premio Coral al mejor guión cinematográfico avec Vidas Paralelas
- 1995 Primer Premio de Novela Breve Juan March Cencillo avec son roman La hija del embajador
- 1996 Prix Planeta avec Te di la vida entera
- 1997 Premio Liberatur Preis avec son roman La nada cotidiana
- 1999 Chevalier de l'ordre des Arts et des Lettres
- 2003 Premio de novela histórica Fernando Lara avec son roman Lobas de Mar
- 2004 Premio de novela Ciudad de Torrevieja avec son roman La eternidad del instante
- 2007 Prix Carbet lycéen avec L'éternité de l'instant
- 2008 Prix Emilia Bernal de Littératura, EEUU pour l'ensemble de son œuvre
- 2012 Grande Médaille Vermeil de la Ville de Paris
- 2013 Premio Azorín avec son roman La mujer que llora